# Homem do guarda-chuva
O "homem do guarda-chuva" (em inglês:  "umbrella man"), mais tarde identificado como Louie Steven Witt, é uma figura que aparece em vários filmes e fotografias do assassinato de John F. Kennedy.  Ele foi um dos espectadores mais próximos quando o presidente foi atingido pela primeira vez por uma bala, perto da placa da Stemmons Freeway dentro da Dealey Plaza. O comportamento da figura levantou suspeitas entre os investigadores devido à sua manobra de um guarda-chuva, enquanto Kennedy passava por ele, apesar do céu limpo.
Louie Steven Witt se apresentou ao Comitê Seleto da Câmara sobre Assassinatos em 1978, identificando-se como o "homem do guarda-chuva" na filmagem. Witt disse que trouxe o guarda-chuva naquele dia para vaiar Kennedy, como uma referência indireta ao apoio de Joseph P. Kennedy a Neville Chamberlain.

## Especulação
Uma pessoa popularmente apelidada de "homem do guarda-chuva" tem sido objeto de muita especulação, pois ele foi a única pessoa vista carregando e abrindo um guarda-chuva naquele dia ensolarado. Ele também foi um dos espectadores mais próximos do presidente John F. Kennedy quando Kennedy foi atingido pela primeira vez por uma bala. Quando a limusine de Kennedy se aproximou, o homem abriu e levantou o guarda-chuva bem acima de sua cabeça, então girou o guarda-chuva de leste a oeste (sentido horário) enquanto o presidente passava por ele.[carece de fontes?]
Após o assassinato, o "homem do guarda-chuva" sentou-se na calçada ao lado de outro homem ("Homem de pele escura") antes de se levantar e caminhar em direção ao Texas School Book Depository. O fato de ambos os homens terem ficado sentados ali tão calmamente após o tiroteio levantou suspeitas.[carece de fontes?]
As primeiras especulações vieram dos pesquisadores do assassinato Josiah Thompson e Richard Sprague, que notaram o guarda-chuva aberto em uma série de fotografias. Thompson e Sprague sugeriram que o "homem do guarda-chuva" pode ter agido como um sinalizador de algum tipo, abrindo seu guarda-chuva para sinalizar "vá em frente" e, em seguida, levantando-o para comunicar "dispare uma segunda rodada" para outros atiradores. O "homem do guarda-chuva" é retratado desempenhando tal papel no filme JFK de Oliver Stone e no episódio "Musings of a Cigarette Smoking Man" de The X-Files.
Outra teoria proposta pelo teórico da conspiração Robert B. Cutler e endossada pelo coronel L. Fletcher Prouty é que o guarda-chuva pode ter sido usado para disparar um dardo com um agente paralisante em Kennedy para imobilizar seus músculos e torná-lo um "alvo fácil" para um assassinato.
O jornalista Penn Jones Jr foi abordado por alguém que mencionou o nome de Louie Steven Witt. Quando ele foi localizado, ele mal quis interagir com jornalistas, mas se ofereceu para testemunhar perante o Comitê Seleto da Câmara sobre Assassinatos (HSCA). Sua declaração de apenas segurar o guarda-chuva não refletiu o que ele realmente fez naquele momento, pois ele estava movendo o guarda-chuva durante o momento do tiroteio.
Uma ideia especulada pelo HSCA é que o guarda-chuva pode ter sido usado como um símbolo de protesto em relação à falha do governo dos EUA em fornecer um "guarda-chuva" de apoio aéreo durante a invasão da Baía dos Porcos.

## Identificação
Após um apelo ao público pelo HSCA, Louie Steven Witt se apresentou em 1978 e afirmou ser o "homem do guarda-chuva". Ele alegou ainda ter o guarda-chuva e não sabia que tinha sido alvo de controvérsia. Ele disse que trouxe o guarda-chuva simplesmente para vaiar Kennedy, cujo pai, Joseph, tinha sido um apoiador do primeiro-ministro britânico apaziguador dos nazistas Neville Chamberlain. Ao acenar com um guarda-chuva preto, o acessório de moda de marca registrada de Chamberlain, Witt disse que estava protestando contra a família Kennedy apaziguar Adolf Hitler antes da Segunda Guerra Mundial. Um guarda-chuva tinha sido usado em desenhos animados na década de 1930 para simbolizar tal apaziguamento, e Chamberlain frequentemente carregava um guarda-chuva.
Kennedy, que escreveu uma tese sobre apaziguamento enquanto estava em Harvard, Why England Slept, pode ter reconhecido o simbolismo do guarda-chuva. Guarda-chuvas pretos já haviam sido usados em conexão com protestos contra o presidente antes. Na época da construção do Muro de Berlim, um grupo de crianças em idade escolar de Bonn enviou à Casa Branca um guarda-chuva rotulado Chamberlain.
Testemunhando perante o HSCA, Witt disse: "Acho que se o The Guinness Book of World Records tivesse uma categoria para pessoas que estavam no lugar errado na hora errada, fazendo a coisa errada, eu seria o número 1 nessa posição, sem nem mesmo um segundo lugar próximo."
Witt morreu em 17 de novembro de 2014.